# Broadhurst Theatre
Pour les articles homonymes, voir Broadhurst.
Le Broadhurst Theatre est un théâtre de Broadway à Manhattan, New York, aux États-Unis, conçu par Herbert J. Krapp et ouvert en 1917.
Il tient son nom de George H. Broadhurst (en) (1866-1952), son premier locataire, directeur et dramaturge anglo-américain, et fut par la suite acquis et géré par les frères Shubert.
Doté de 1163 places assises et lieu de nombreuses représentations (plus de 1700 spectacles), ce théâtre est classé comme un des monuments emblématiques de la ville de New York (New York City Landmarks (en)).
Son aspect extérieur est similaire à celui du Gerald Schoenfeld Theatre tout proche, anciennement Plymouth Theatre.

## Spectacles

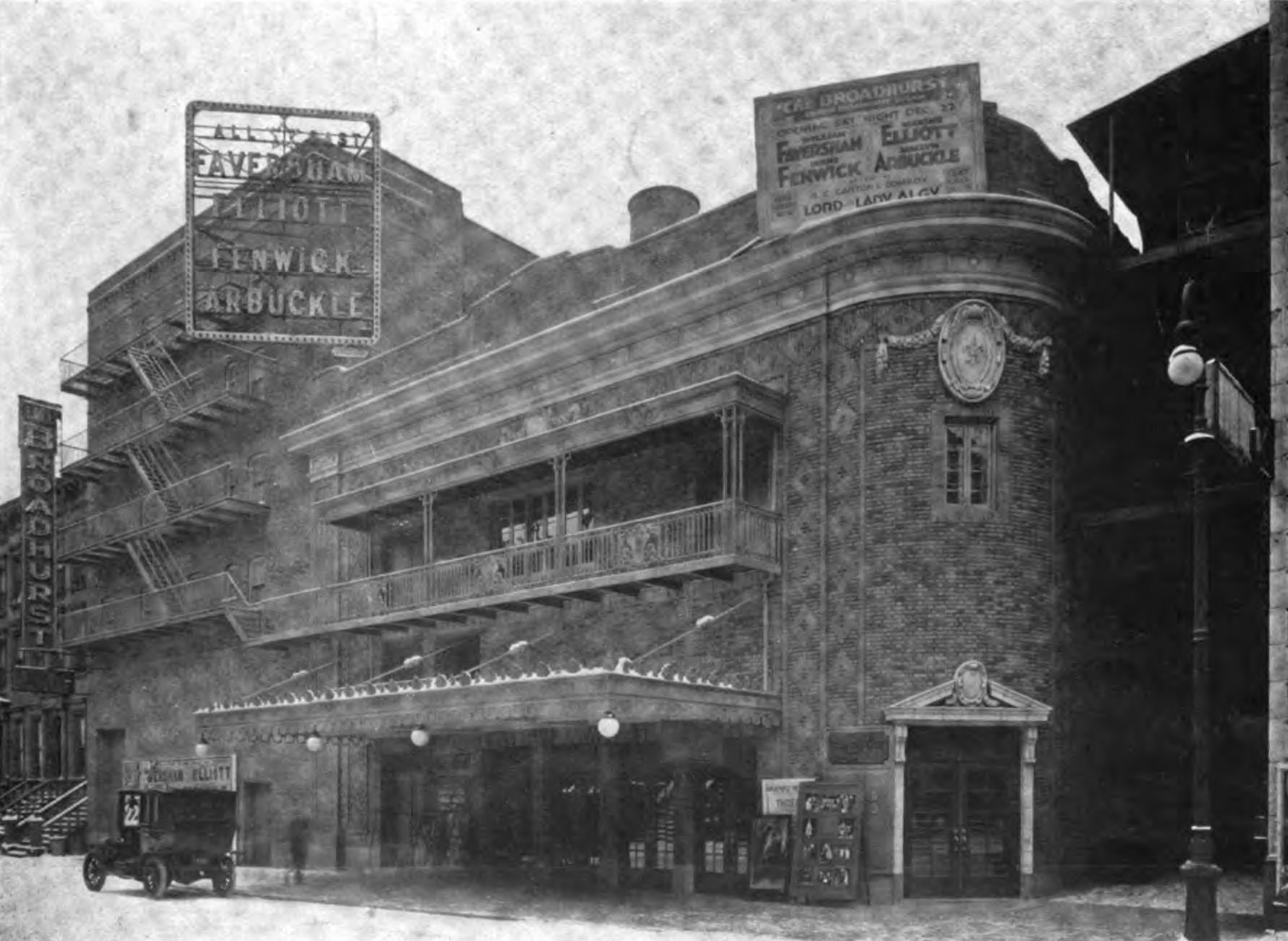
Le bâtiment en 1918.
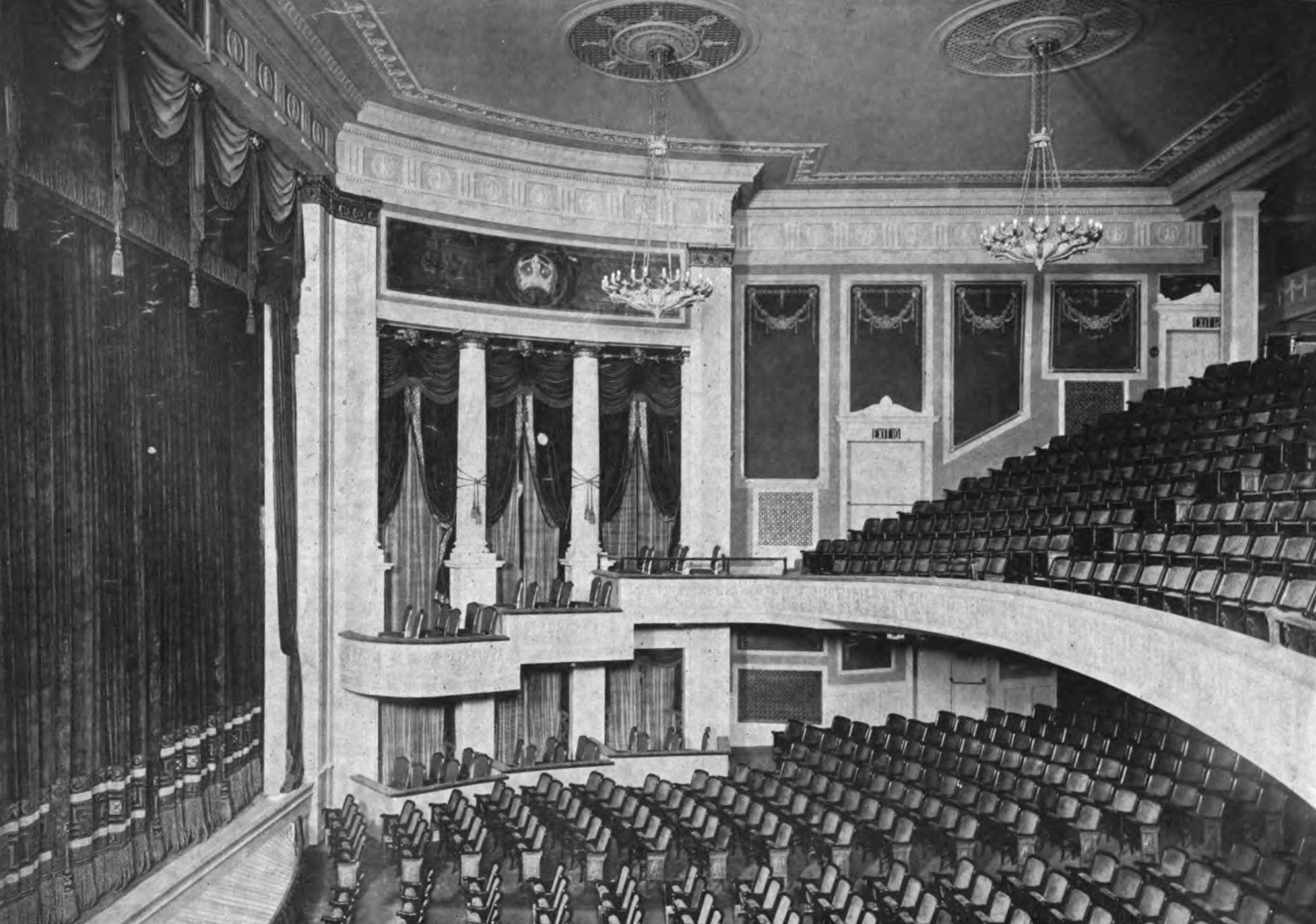
Intérieur, 1918.
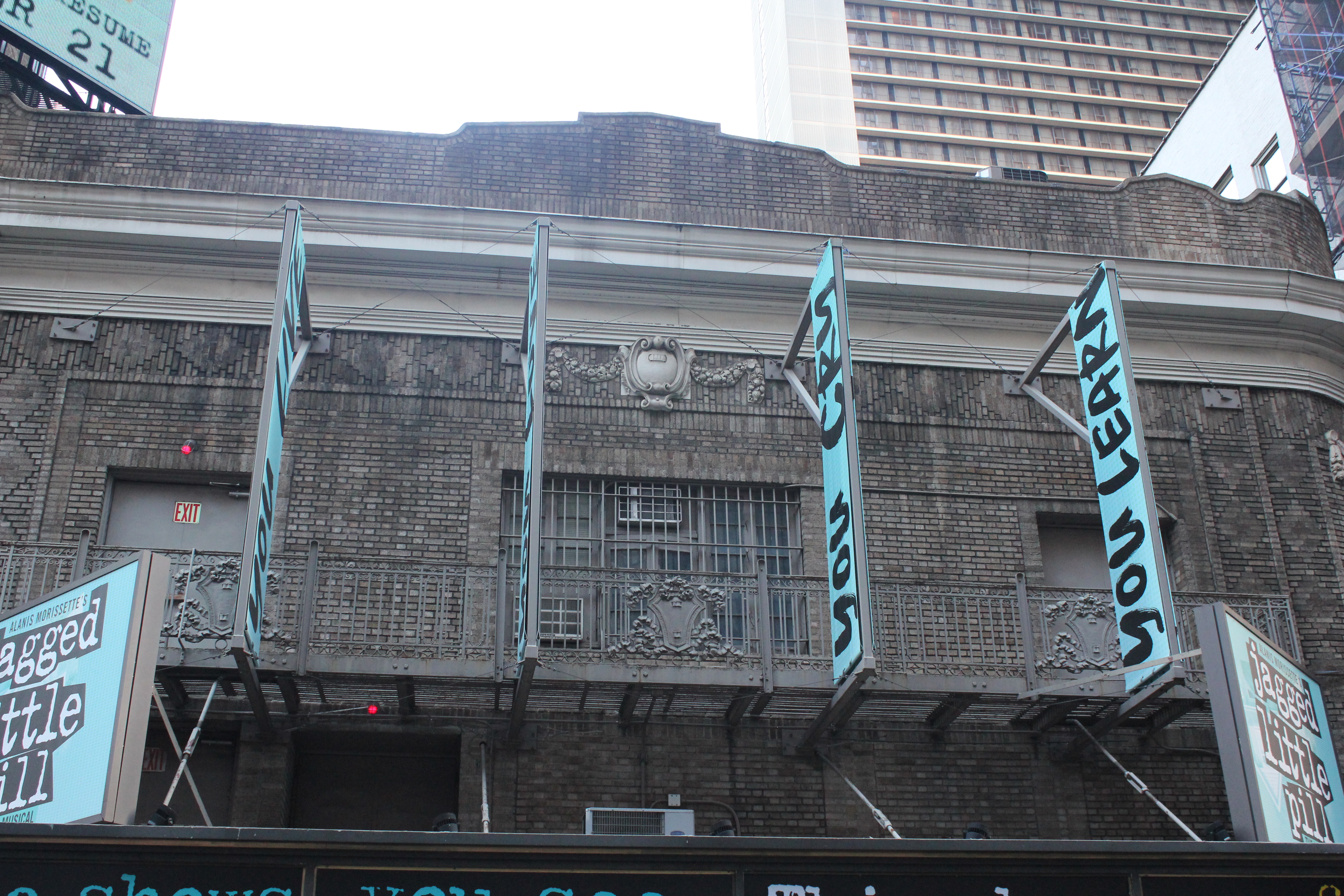
Façade, partie supérieure.
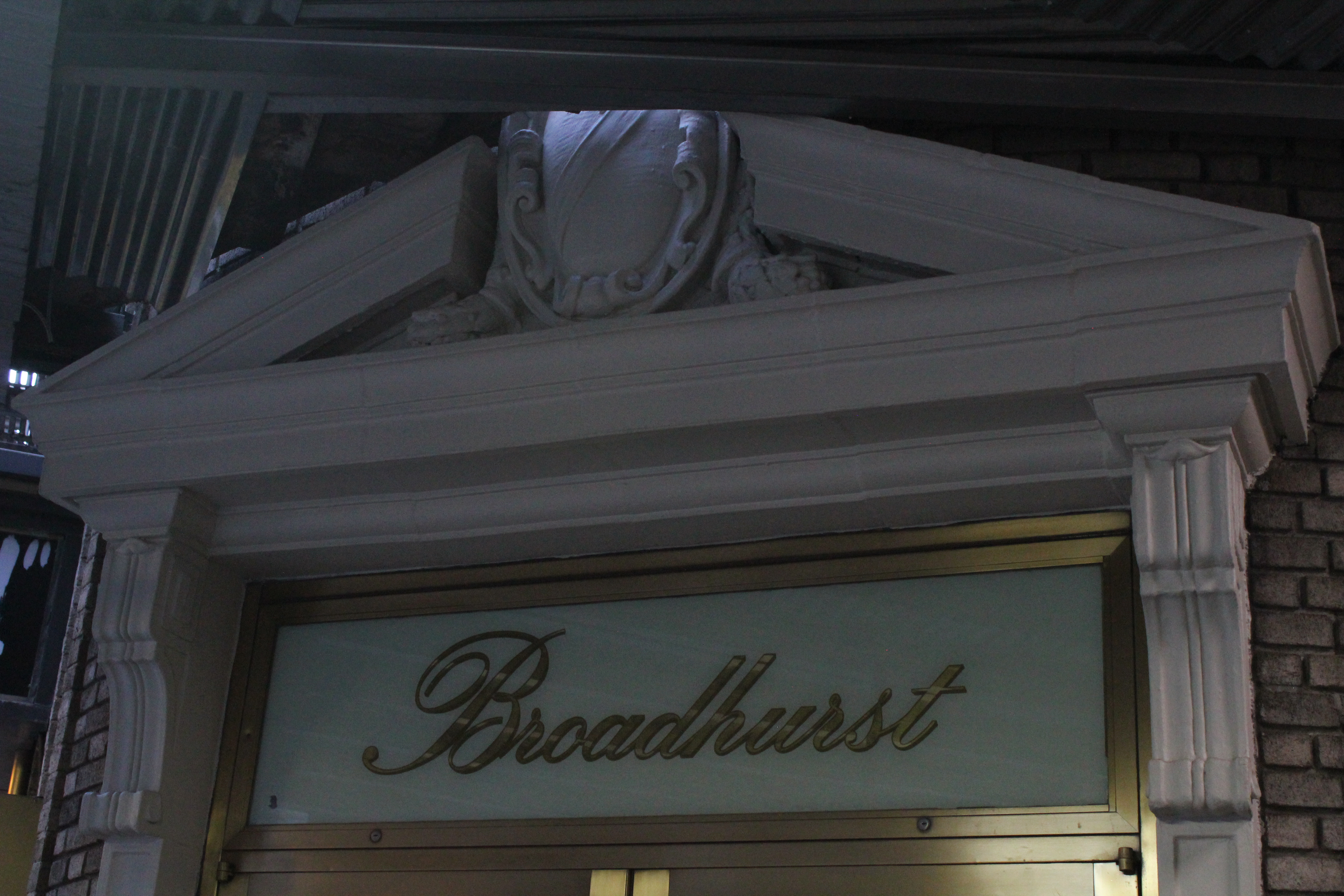
Détail de l'entrée.